# Peskovnik Boga Otroka
Peskovnik Boga Otroka je roman igralke, televizijske voditeljice, publicistke in mladinske pisateljice Dese Muck, ki je izšel leta 2006. Izdan je bil pri založbi Sanje v nakladi 3000 izvodov. Pisateljica v romanu upodablja ljudi, ki se v kriznih situacijah zatekajo k duhovnosti in brezglavo zaupajo drugim, ki jim zagotavljajo boljše življenje. 

## Vsebina
Glavna junakinja Mila Potrata je samohranilka, brez redne zaposlitve, z velikim kupom neplačanih računov. V življenju je doživela smolo z moškimi, študijem in službo. Ko je bila še otrok sta starša odšla na delo v tujino ter jo pustila pri babici in dedku. Po srečanju z mrtvo mačko, se odloči, da bo spremenila svoje življenje. Želi si svet v katerem bodo zanjo in za njenega otroka ugodne razmere. Želi svet poln ljubezni in miru med ljudmi. V upanju za boljše življene se pridruži skupini Poklicani, kjer spozna sebi enake privržence, ki čutijo nezadovoljstvo in praznino. Počasi začne verjeti v duhovnost ter se nauči kako priti v stik s sabo, z dušo in celo z Bogom. Iz dneva v dan se počuti bolj poduhovljena. Kmalu začuti Višji jaz, ki jo spodbuja k oblikovanju boljšega življenja. Tako na pobudo prijateljic ustanovi Tempelj Boga Otroka. Skupini se pridruži veliko število ljudi, katerim se je življene spramenilo na lepše, saj so verjeli v Boga Otroka. Njeno življenje se od trenutka ustanovitve spremeni. Postane polna moči in tako gospodinjska opravila opravi v enem dopoldnevu, kar ji že dolgo časa ni uspelo. 
Nepričakovano jo iz prestola izpodrine skupina, ki od ljudi zahteva priznanje njihovih slabih in sramotnih dejanj. Svet postane depresiven, poln žalosti in samomorov. Tako je Mila primorana, da se ponovno postavi na noge in vrne svet v normalne tire. 

## Zbirka
Roman Peskovnik Boga Otroka je izšel leta 2006 v zbirki Sanje-roman Sanje.

## Izdaje
- Prva slovenska izdaja romana iz leta 2006 (COBISS)
- Druga slovenska izdaja romana iz leta 2007 (COBISS)